# 天使的声音
concerto pour une viox　（天使的声音·法）,演唱者：Clemence （页面存档备份，存于） & Jean-Baptiste Maunier
这是一首沒有歌词却被吟唱得非常浪漫、令人感动冥想的法国歌曲。它是法国当代音乐天才Saint-Preux1969年在波兰游历期间所作，最初由法国著名的吟唱家Danielle Licari于1970年发行专辑演唱(Concerto Pour Une Voix)。她的声音当时被评论为天使般的声音。这首法国老歌的最新版本(Concerto Pour Deux Voix)是由十几岁的法国男孩Jean-Baptiste Maunier和法国女少Clemence Saint-Preux演唱的。
1990年出生的Jean-Baptiste Maunier现在和父母兄弟住在里昂，他在六年級的時候加入了聖馬克兒童合唱團，而該團常在星期日的早晨負責著里昂地區的彌撒。在拍攝放牛班的春天時，導演Christophe Barratier四處找尋着合適的小演員，而來到聖馬克兒童合唱團（Les Petits Chanteurs de Saint-Marc）的時候——事實上聖馬克兒童合唱團並不是像片中一樣的純男童的兒童合唱團，而是有少數女孩子的。導演一眼就相中了Jean-Baptiste Maunier，使的他從三千位試鏡者中脫穎而出。令人驚艷的歌聲，更是讓在場試鏡的工作人員大吃一驚。
1988年出生的Clemence Saint-Preux是本曲作者的女兒 , 而母親是一名作家 , 由於在藝術環境下成長,於是學了鋼琴、結他，且上舞蹈課程及為歌唱事業學習出專輯。於2001年跟Johnny Hallyday合唱On a tous besoin d'amour>一曲而成名。
由此为观众所熟悉。这对金童玉女不仅在法国，而且到加拿大、日本等世界各地参加演出。